# Hugo Patiño
Hugo Patiño Vázquez (Marulanda, 10 de marzo de 1930) es un humorista, actor y comediante del programa de Sábados Felices.

## Carrera
Patiño es reconocido en sus personajes como El príncipe de Marulanda, El Bobo Anselmo, El patrón del viejo Caldas, entre otros. Fue uno de los primeros integrantes del elenco de Sábados felices antes de ser participante del programa Operación Ja, ja producido por Producciones PUNCH y presentado por Fernando González Pacheco, junto a grandes humoristas como: Jaime Agudelo, Carlos Sánchez, Óscar Meléndez, Humberto Martínez, Jorge Zuluaga y Enrique Colavizza, estuvo en el programa Señoras y señores magazín de Jorge Barón Televisión a comienzos de los ochenta, luego fue presentador del programa Tv Guía de Producciones Cinevisión.
En los más de 50 años que lleva vinculado al programa, ha recreado personajes de la vida cotidiana con mucho éxito. Ha demostrado que la risa es un lenguaje universal y que el sentido del humor es la principal característica de su personalidad.[cita requerida]